# 매디슨 데라가르사
매디슨 데라가르사(Madison De La Garza, 2001년 11월 28일 ~ )는 미국의 배우이다.

## 출연 작품
- 케이지드 노 모어 (2016)